# 箱根丸 (2代)
箱根丸（はこねまる）は、かつて日本郵船が所有・運航したコンテナ船。箱根丸級2隻の1番船で、同型に昭和海運との共有船「榛名丸」がある。
なお日本郵船の「箱根丸」には1921年竣工の貨客船と、1968年竣工のコンテナ船、1983年竣工の2代目コンテナ船が存在するが、本項では初代のコンテナ船について解説する。

## 概要
世界的な遠洋定期航路のコンテナ船化の中、日本船主では初めてのコンテナ船として、1968年8月27日三菱重工業神戸造船所で竣工した。同年9月2日、昭和海運、マトソン社と提携したカリフォルニア航路に初就航した（1970年にマトソン社は撤退）。
コンテナ荷役により、特に寄港地での停泊日数が激減し、在来貨物船より船が高速化したことも相まって、従来1航海に約80日かかっていた太平洋航路を約30日で運航可能となり、海上輸送革命と言われるほどの効率化に繋がった。
1978年12月12日カリフォルニア航路用により大型の後継船が建造されたため、「ぱしふいっくえくすぷれす」と改名し、新設の韓国～アメリカ航路に転配。
1980年3月19日韓国へ売却され、その後1986年に解体された。